# Panavia Tornado
Panavia Tornado višenamjenski je borbeni zrakoplov proizveden suradnjom Njemačke, Velike Britanije i Italije. 
Postoje tri osnovne varijante ovog borbenog zrakoplova; Tornado IDS (Interdictor/Strike) jurišnik, Tornado ECR (elektroničko ratovanje) i Tornado ADV (Air Defence Variant) presretač. Poznat je kao jedan od najsofisticiranijih borbenih zrakoplova u svijetu.
Razvijen je i proizveden u Panavia Aircraft GmbH, holding kompaniji u vlasništvu British Aircraft Corporation, njemačkog MBB-a i talijanske Alenia Aeronautice.

## Tehničke karakteristike (Tornado GR4)
Osnovne karakteristike
- posada: 2
- dužina: 16,72 m
- površina krila: 26,6 m2
- visina: 5,95 m

Letne karakteristike
- dolet: 1.390 km (borbeni)
- motor: 2 x Turbo-Union RB199-34R Mk 103

## Vanjske poveznice
|  | Zajednički poslužitelj ima stranicu o temi Panavia Tornado    |
|  | Zajednički poslužitelj ima još gradiva o temi Panavia Tornado |

- Airforce Fact
- FAS - BAe Tornado
- Aerospace Web - Tornado IDS
- Neslužbeni Panavia Tornado site
- Popis aktivnih njemačkih modela Tornada  Arhivirana inačica izvorne stranice od 20. prosinca 2008. (Wayback Machine)